# Dendrolaelaspis
Dendrolaelaspis – rodzaj roztoczy z kohorty żukowców i rodziny Digamasellidae.

## Morfologia
Pajęczaki o ciele podzielonym na gnatosomę i idiosomę. Gnatosoma ma pięcioczłonowe nogogłaszczki z członem ostatnim zaopatrzonym w dwuwierzchołkowy pazurek. Szczękoczułki są niezmodyfikowane. Idiosoma od wierzchu nakryta jest dwoma wyraźnie oddzielonymi tarczkami: podonotalną (prodorsum) nad podosomą i opistonotalną (postdorsum) nad opistosomą. W zarysie tylny brzeg idiosomy jest dwupłatowaty, co wyraźnie odróżnia ten rodzaj od Orientolaelaps, Pontiolaelaps, Insectolaelaps i Multidendrolaelaps. Na spodzie opistosomy tarczki brzuszna i analna zlane są w tarczkę wentro-analną. Pierwsza para szczecinek wentralnych rzędu zewnętrznego leży na niezesklerotyzowanym oskórku przed przednią krawędzią tejże tarczki. Odbyt jest niepowiększony i zajmuje mniej niż piątą część długości tarczki wentro-analnej. Odnóża czwartej pary mają sześć lub osiem szczecinek na kolanach i goleniach.

## Taksonomia
Takson ten wprowadzony został w 1975 roku przez Everta E. Lindquista w randze podrodzaju w obrębie rodzaju Dendrolaelaps. Gatunkiem typowym został wyznaczony Digamasellus angulosus, opisany w 1936 roku przez Carla Willmanna. Do rangi osobnego rodzaju wyniesiony został w 1980 roku przez Jurija Szczerbaka.
Do rodzaju tego należy 19 opisanych gatunków:

- Dendrolaelaspis angulosus (Willmann, 1936)
- Dendrolaelaspis baculus Karg, 2003
- Dendrolaelaspis baloghi (Hirschmann, 1974)
- Dendrolaelaspis bistilus (Karg, 1979)
- Dendrolaelaspis bregetovae (Shcherbak, 1978)
- Dendrolaelaspis brevisetosus (Shcherbak, 1978)
- Dendrolaelaspis cienfuegi (Wisniewski et Hirschmann, 1989)
- Dendrolaelaspis crassilaciniae (Wisniewski et Hirschmann, 1983)
- Dendrolaelaspis eucrinis (Karg, 1979)
- Dendrolaelaspis geminus Karg, 1998
- Dendrolaelaspis hungaricus (Hirschmann et Wisniewski, 1982)
- Dendrolaelaspis lindquisti (Shcherbak, 1978)
- Dendrolaelaspis lobatus (Shcherbak et Chelebiev, 1977)
- Dendrolaelaspis longisetosus (Shcherbak, 1977)
- Dendrolaelaspis miniangulosus (Shcherbak, 1978)
- Dendrolaelaspis orientalis (Bhattacharyya, 1969)
- Dendrolaelaspis piscis (Karg, 1979)
- Dendrolaelaspis poltavae Shcherbak et Sklar, 1983
- Dendrolaelaspis sexsetosus Karg et Schorlemmer, 2009